# 周防高森站
周防高森站（日语：／ Suō-Takamori eki */?）是位於山口縣岩國市周東町大字下久原1550番2號，西日本旅客鐵道（JR西日本）的岩德線車站。

## 歷史
- 1934年（昭和9年）12月1日 - 岩國站（現時為西岩國站）至高水站之間開通，此站啟用。麻里布站（現時為岩國站）至周防高森站至櫛濱站之間全線開通，該區間路線名稱為山陽本線。
  - 當時車站地址為山口縣玖珂郡高森町（日语：高森町 (山口県)）大字下久原。
- 1944年（昭和19年）10月11日 - 山陽本線岩國站（1942年前該站名為麻里布站）至周防高森站至櫛浜站之間的路線名稱改名為岩德線。
- 1955年（昭和30年）4月1日 - 隨著周東町（日语：周東町）成立，車站地址變為山口縣玖珂郡周東町大字下久原。
- 1987年（昭和62年）4月1日 - 伴隨國鐵分割民營化，車站由西日本旅客鐵道（JR西日本）營運。
- 1996年（平成8年）6月1日 - 成為業務委託車站，委托JR西日本廣島Maintec（日语：JR西日本広島メンテック）負責車站業務。
- 2002年（平成14年）4月1日 - 由業務委託站變為簡易委託車站，在星期六日沒有車站職員當值。
- 2006年（平成18年）3月20日 - 隨著岩國市（第二次）成立，車站地址變為山口縣岩國市周東町大字下久原。

## 車站構造
車站是一座地面車站，設有1面1線的單式月台和1面1線的島式月台。此站曾經設有2面4線的月台，現時上行月台中線與貨物待避專用路軌已經被撤走。車站大樓位於下行月台側。各月台之間設有跨線橋。
此站是由德山地域鐵道部管理的簡易委託車站，在早上、晚間和星期六、日全日沒有車站職員當值。在售票櫃臺中設有POS終端。

### 月台
| 月台         | 路線    | 上下行 | 方向           | 備註                 |
| ------------ | ------- | ------ | -------------- | -------------------- |
| 車站大樓一方 | ■岩德線 | 下行   | 櫛濱、德山方向 |                      |
| 車站大樓對面 | ■岩德線 | 上行   | 玖珂、岩國方向 | 部分列車使用下行月台 |

- 在旅客資訊上沒有標示月台編號。
- 在平日早上5時時段，首班前往岩國方向的會在下行月台出發。

## 車站周邊
- 國道2號
- 岩國市政廳周東綜合事務所（前周東町（日语：周東町）公所）
- 岩國警署（日语：岩国警察署）岩國西幹部派出所（日语：岩国西幹部交番）（前玖珂西警署→岩國西警署）
- 山口縣立高森綠中學·高森高等學校（日语：山口県立高森みどり中学校・高森高等学校）
- 岩國市立周東中學
- 岩國市立高森中學
- THE BIG（日语：ザ・ビッグ）周東店
- EDION（日语：エディオン）周東店

## 使用狀況
以下為近年使用人次：
| 乘車人次變化 | 乘車人次變化 |
| 年度         | 1日平均人次  |
| ------------ | ------------ |
| 1999         | 593          |
| 2000         | 575          |
| 2001         | 528          |
| 2002         | 499          |
| 2003         | 504          |
| 2004         | 488          |
| 2005         | 477          |
| 2006         | 472          |
| 2007         | 454          |
| 2008         | 462          |
| 2009         | 444          |
| 2010         | 438          |
| 2011         | 450          |
| 2012         | 473          |
| 2013         | 488          |
| 2014         | 447          |
| 2015         | 462          |
| 2016         | 447          |
| 2017         | 437          |
| 2018         | 409          |

## 相鄰車站
西日本旅客鐵道（JR西日本）
■岩德線
玖珂－周防高森－米川

## 注腳
1. ↑  山口縣統計年鑑

## 外部連結
- 周防高森｜車站資訊：JR出門網 - 西日本旅客鐵道（日語）